# Zaręczyny

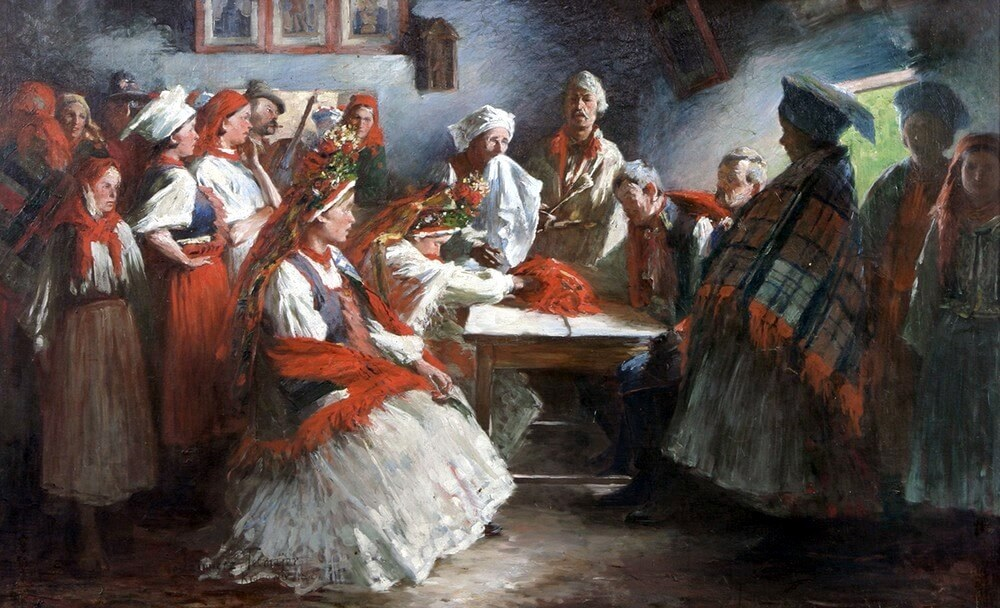
Zrękowiny. Obraz olejny Włodzimierza Tetmajera z 1895 roku (Muzeum Narodowe w Szczecinie)

Zaręczyny, dawniej także zrękowiny (łac. sponsalia) – uroczysta umowa zawarta między dwiema osobami, na mocy której przyrzekają sobie wzajemnie zawarcie małżeństwa, stając się narzeczonymi; występująca w różnych kulturach, religiach i systemach prawnych. W niektórych okresach historycznych i społecznościach funkcjonowały zaręczyny jednostronne, podczas których przyrzeczenie składała jedna osoba. Zaręczyny są w pewnych kulturach połączone z ofiarowaniem kobiecie przez mężczyznę pierścionka zaręczynowego, który w niektórych religiach powinien zostać wcześniej pobłogosławiony przez kapłana lub rodziców.

## Historia
Najstarsze wzmianki o zaręczynach pochodzą ze Starego Testamentu. Formalne zasady dotyczące zaręczyn wypracowano w prawie rzymskim. Zgodnie z ukształtowanymi w starożytności poglądami, formalne przyrzeczenie małżeństwa zobowiązuje narzeczonych do wzajemnej lojalności i wyklucza kontakty seksualne z innymi osobami, chociaż nie upoważnia do uprawnień przysługującym tylko małżonkom. W okresie narzeczeństwa powinno także dojść – jeżeli występuje taka potrzeba – do uzgodnienia umowy małżeńskiej, zawierającej m.in. kwestie finansowe oraz zagadnienia związane z wychowywaniem dzieci.
W III wieku w Cesarstwie Rzymskim zaczęto utożsamiać zaręczyny z małżeństwem, nie wymagając od narzeczonych zaślubin. Zwyczajowi temu przeciwstawiało się chrześcijaństwo. Na kilku synodach starożytnych uchwalono zasady, które wyraźnie rozróżniały narzeczeństwo od małżeństwa oraz zabraniały nieuzasadnionego zrywania zaręczyn.
W późnym Cesarstwie Rzymskim rozpowszechniła się praktyka umacniania przyrzeczenia zaręczynowego ze strony narzeczonego przez zadatek zaręczynowy (arra sponsalicia). Zadatek przepadał na rzecz kobiety, jeżeli narzeczony nie spełnił obietnicy, jeśli zaś nie dochowała jej narzeczona – musiała zwrócić zadatek w początkowo w poczwórnej, a od 472 r. w podwójnej wysokości.
Prawa i obyczaje większości ludów germańskich akcentowały znaczenie zaręczyn, nie wymagając od narzeczonych zaślubin. Akceptowano współżycie płciowe mężczyzny i kobiety po zaręczynach, uważając je za akt „skonsumowania małżeństwa”, w związku z czym za niepotrzebny uważano dodatkowy akt woli. Zwyczaj ten wpłynął na średniowieczne prawo kościelne. W większości krajów utożsamiono wówczas zaręczyny, po których następuje akt płciowy, z zaślubinami. W średniowiecznych dokumentach termin sponsalia oznaczać może zarówno zaręczyny, jak i ślub lub też oba naraz.
Wyraźne rozróżnienie zaręczyn od zaślubin wprowadził w Kościele rzymskokatolickim sobór trydencki, który w jednej z uchwał nakazał sporządzanie umowy zaręczynowej w formie pisemnej – z podpisami narzeczonych, księdza i dwóch świadków – jako formalnego przyrzeczenia małżeństwa. Sobór zakazał też zawierania zaręczyn tajnych oraz zrywania ich „bez słusznej przyczyny”. Uchwały soborowe wpłynęły na ustawodawstwo wielu krajów europejskich, zwłaszcza w tych fragmentach, w których stwierdza się, że z zerwania zaręczyn nie wynika prawo do domagania się na drodze sądowej zawarcia małżeństwa, a jedynie wypłaty odszkodowania za straty, które jedna ze stron poniosła na skutek zerwania.

## Współcześnie
We współczesnej Polsce narzeczeństwo jest instytucją obyczajową, niewymienioną w Kodeksie rodzinnym i opiekuńczym. W Kodeksie prawa kanonicznego Kościoła rzymskokatolickiego z 1981 roku zostały wykreślone zapisy dotyczące zaręczyn. Konferencja Episkopatu Polski w dokumencie z 1986 roku zaleciła osobom, chcącym zawrzeć związek małżeński, aby przynajmniej sześć miesięcy przed planowanym ślubem ogłosiły najbliższym, że odtąd będą się uważać za narzeczonych i zamierzają się pobrać.
W wielu religiach występuje obrzęd błogosławieństwa narzeczonych. W Kościele rzymskokatolickim porządek tego obrzędu przewiduje czytanie Pisma Świętego, modlitwę za narzeczonych, ewentualne podpisanie dokumentu, przekazanie pierścionka zaręczynowego oraz błogosławieństwo. Obrzęd może prowadzić duchowny lub któreś z rodziców narzeczonych.
Świadkowie Jehowy zaręczyny traktują jako poważne zobowiązanie, którego następstwem ma być zawarcie małżeństwa – związku kobiety i mężczyzny.
W różnych dyscyplinach naukowych analizuje się narzeczeństwo jako okres wzajemnego poznawania przez narzeczonych swoich cech fizycznych i psychicznych, wad, zalet, umiejętności, a także obciążeń dziedzicznych, ukrywanych nałogów, historii życia narzeczonego i jego rodziny, ustalenia aspektów przyszłego życia wspólnego (miejsca zamieszkania, podziału obowiązków, kwestii finansowych, współżycia seksualnego czy sposobu wychowywania przyszłych dzieci) – przed podjęciem ostatecznej decyzji o zawarciu małżeństwa.